# Пшевуз (Лодзинське воєводство)
Пшевуз (пол. Przewóz) — село в Польщі, у гміні Ренчно Пйотрковського повіту Лодзинського воєводства.